# Zhang Yining
Zhang Yining (张怡宁S; Pechino, 5 ottobre 1982) è un'ex tennistavolista cinese.

## Palmarès
- Olimpiadi
  - Atene 2004: oro nel singolo e nel doppio.
  - Pechino 2008: oro nel singolo e a squadre.
- Mondiali
  - 2009: oro nel singolo
  - 2008: oro a squadre
  - 2007: bronzo nel singolo e oro nel doppio
  - 2006: oro a squadre
  - 2005: oro nel singolo e nel doppio
  - 2004: oro a squadre
  - 2003: argento nel singolo e oro nel doppio
  - 2001: bronzo nel singolo, nel doppio e oro a squadre
  - 2000: oro a squadre
  - 1999: argento nel singolo e bronzo nel doppio